# Lilla Älgåstjärnen
Lilla Älgåstjärnen är en sjö i Vansbro kommun i Dalarna och ingår i Dalälvens huvudavrinningsområde.